# José de Rojas Recaño
José de Rojas Recaño (Cádiz, 19 de marzo de 1702-Cartagena, 7 de octubre de 1794) fue un marino español.

## Biografía
Teniente general de la Armada. Culminó una dilatada carrera navegando en diversas escuadras en el Mediterráneo y el Atlántico, y sosteniendo combates con buques ingleses, como el librado al mando del navío Glorioso, frente a la costa del sur de Portugal. Mandó el navío Rayo con el que transportó de Italia a España a la reina María Luisa. 
Fue gobernador militar de la plaza de Cartagena y más tarde, capitán general de dicho departamento marítimo. También desempeñó con carácter interino las capitanías de Murcia y Valencia.
En 1790 el rey Carlos IV le hizo merced de un título de Castilla con la denominación de conde de Casa Rojas con el vizcondado previo de Casa Recaño, en mérito a sus destacados servicios en la Armada. Fue Caballero Profeso de la Orden de Santiago.